# Grambois
Grambois è un comune francese di 1 157 abitanti situato nel dipartimento della Vaucluse della regione della Provenza-Alpi-Costa Azzurra.

## Amministrazione

### Gemellaggi
È gemellato con:
- Solignano

## Società

### Evoluzione demografica
Abitanti censiti